# Faszyna

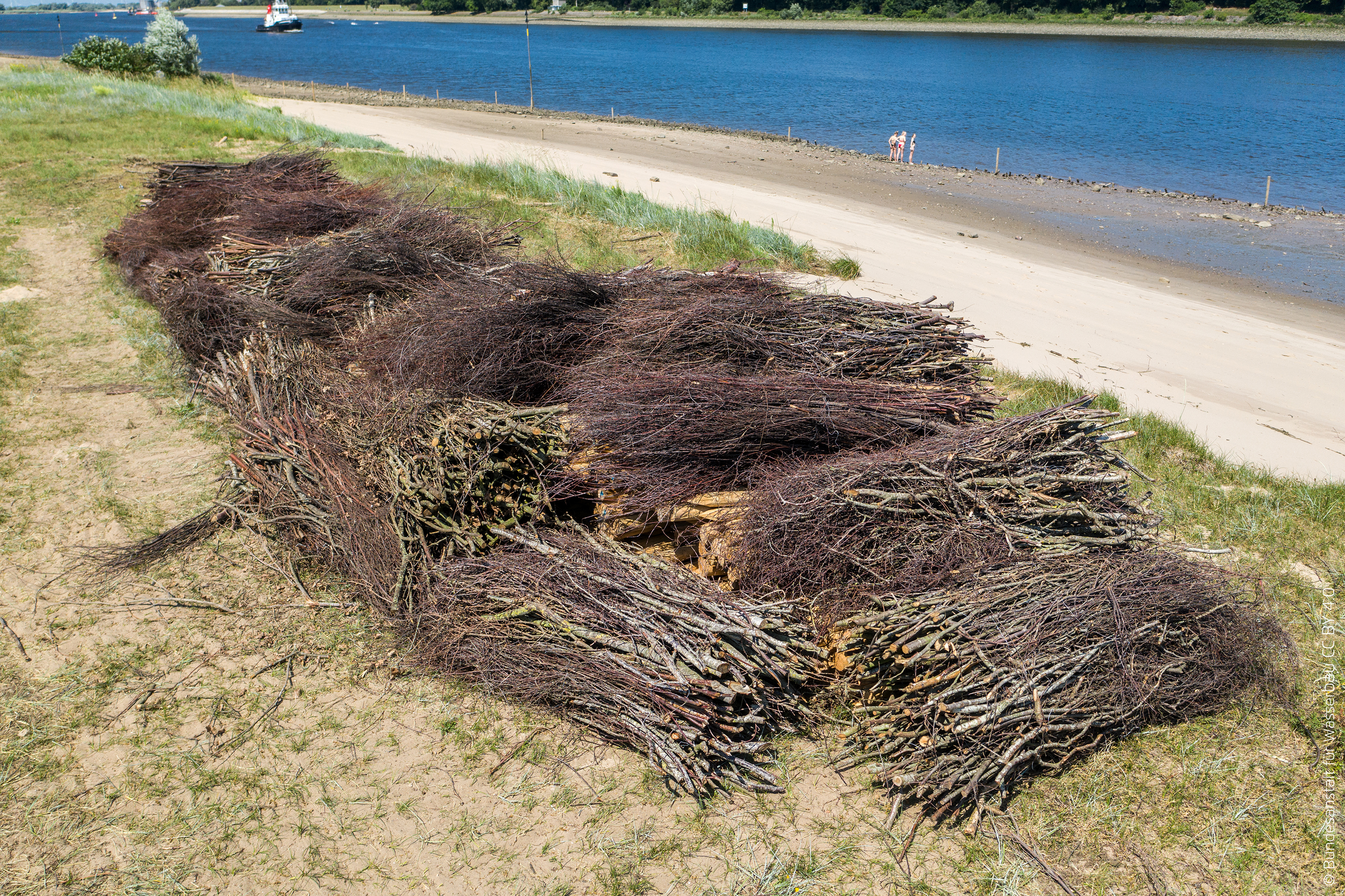
Faszyna

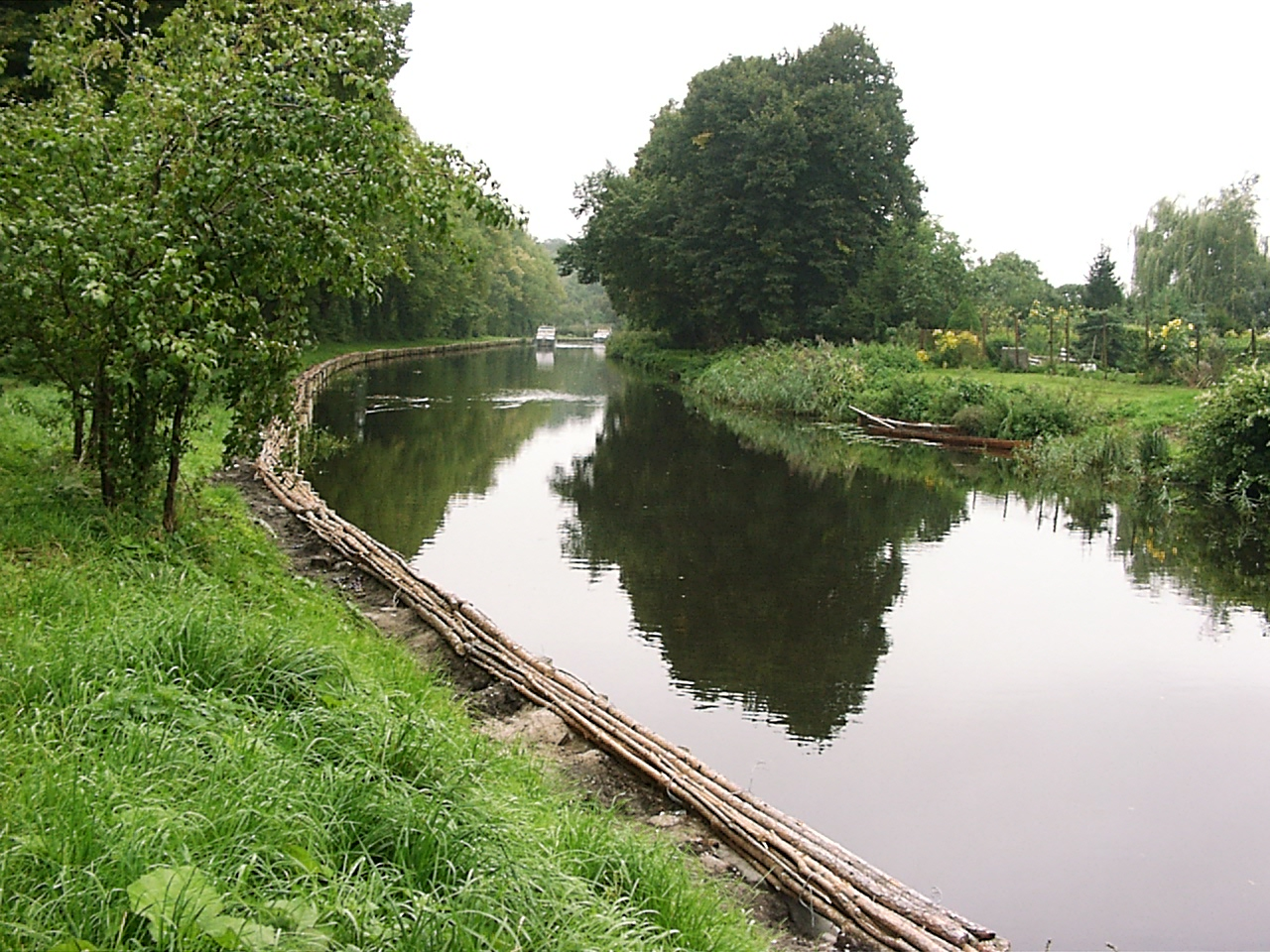
Faszyna służąca do umacniania brzegów kanału

Faszyna – element budowlany składający się z pędów wikliny (w tym z wierzby rokity, wierzby purpurowej), gałęzi drzew liściastych (np.: dębu, grabu, leszczyny, olszy, brzozy, buku), gałęzi drzew iglastych (np.: sosny, świerku), ewentualnie z pęków chrustu.
Faszyna wykorzystywana jest w formie kiszek faszynowych (czasem utożsamianych z faszyną), ale też płotków i ścieli faszynowej (wypełnienia umieszczanego między płotkami), pakunków (pojedynczej warstwy faszyny z obciążeniem), walców faszynowo-kamiennych.
Faszynę i materiały mieszane z jej udziałem stosuje się w hydrotechnice i melioracjach, do budowy różnych budowli regulacyjnych (płotki i tamy faszynowe), umocnień brzegów oraz skarp.

## W wojskowości
W fortyfikacjach polowych jest stosowana do odziewania ścian transzei i okopów. W drogownictwie wojskowym jest używana do budowy dróg na mokradłach i bagnach.